# 富士通研究所

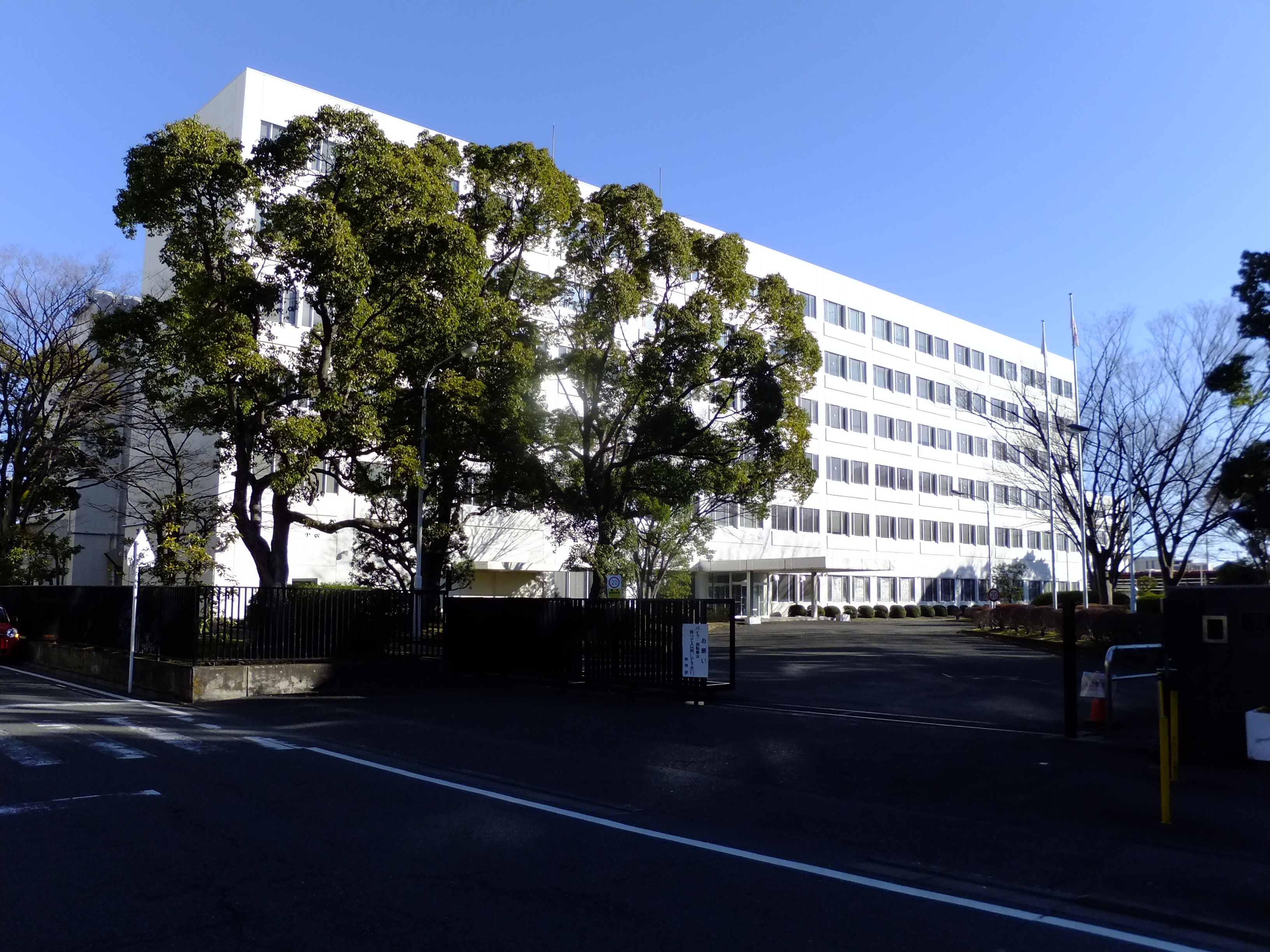
富士通研究所

富士通研究所（英語：FUJITSU LABORATORIES LTD）是一个位于日本神奈川县的研究所。

## 历史
1962年由富士通研究部门创立，1968年剥离出去独立成为一家公司。2018年因组合优化问题与早稻田大学开展合作。2021年被富士通重新收购，成为其子公司。

## 相关人物
- 牛志升
- 篠田传
- 和田英一
- 三村高志